# 유패
광릉효왕 유패(廣陵孝王 劉霸, ? ~ 기원전 35년)는 중국 전한의 황족이자 제후왕으로, 광릉왕이다. 광릉여왕 유서의 태자다.
여왕이 황제를 저주하다 재위 64년 만인 오봉 4년(기원전 54년)에 발각되자, 누이 근자·호생과 아버지의 첩들과 함께 술자리를 같이했고, 다음날 아침 여왕이 스스로 목 매 죽기 전 자신을 장사지내지 못하게 부탁을 받았다. 여왕이 죄를 짓고 자살했기에 사면받아 다른 형제들과 함께 서인으로 떨어졌고, 광릉나라가 폐지된 지 7년 만인 초원 2년(기원전 47년)에 원제에게서 광릉왕으로 봉해졌다. 광릉효왕 13년(기원전 35년)에 죽어 아들 공왕 유의가 계승했다.

## 가계
- 광릉여왕 유서
  - 광릉효왕 유패
    - 광릉공왕 유의
    - 난릉절후 유의
    - 광평절후 유덕
    - 광릉정왕 유수

난릉절후와 광평절후는 모두 건소 5년(기원전 34년) 12월 봉해졌다.